# Vladimir Petković
Vladimir Petković (Sarajevo, 15 augustus 1963) is een Bosnisch-Kroatisch voetbalcoach. In februari 2024 werd hij aangesteld als bondscoach van Algerije. 

## Trainerscarrière
Petković was na de beëindiging van zijn actieve voetballoopbaan in Zwitserland coach van AC Bellinzona, Malcantone Agno, FC Lugano en opnieuw Bellinzona. Met die laatste club bereikte hij in 2008 de finale van de Zwitserse voetbalbeker (waarin van FC Basel verloren werd) en promoveerde hij naar de Super League. Het seizoen erna was hij actief bij Young Boys, waar hij op 7 mei 2011 ontslagen werd. Tussen de zomer van 2011 en januari 2012 was hij coach van Samsunspor, waar hij dat seizoen afmaakte bij FC Sion.
Op 2 juni 2012 werd Petković aangesteld als nieuwe hoofdtrainer van het Italiaanse Lazio. Met de Italiaanse club won hij in 2013 de Coppa Italia. Op 23 december 2013 werd bekendgemaakt dat Petković na het WK 2014 Ottmar Hitzfeld zou vervangen als bondscoach van Zwitserland. De onderhandelingen waren echter achter de rug van Lazio om gevoerd en de Italiaanse club besloot daarop om Petković te ontslaan en te vervangen door Edoardo Reja. Zijn eerste interland als bondscoach van Zwitserland, een EK-kwalificatiewedstrijd tegen Engeland, ging op 8 september 2014 met 2–0 verloren door twee treffers van Danny Welbeck. Met Petković aan het roer dwong Zwitserland deelname af aan het Europees kampioenschap 2016 in Frankrijk, waar zijn ploeg in de achtste finales na strafschoppen verloor van Polen.
Twee jaar later gaf Petković leiding aan de Zwitserse ploeg, die deelnam aan het WK 2018 in Rusland. Daar eindigde zijn selectie als tweede in groep E, achter Brazilië (1–1) maar vóór Servië (2–1) en Costa Rica (2–2). In de achtste finales ging Zwitserland vervolgens op dinsdag 3 juli met 1–0 onderuit tegen Zweden door een treffer van Emil Forsberg, waarna de thuisreis geboekt kon worden.
Op het uitgestelde EK 2020 werd Zwitserland ingedeeld in een groep met Wales, Italië en Turkije. Tegen Wales werd gelijkgespeeld. Na een verlies tegen Italië moest Zwitserland winnen om nog kans te maken op de tweede ronde. De Zwitsers deden dit ook door Turkije met 1–3 te verslaan. Ze werden derde in hun groep en gingen als een van de beste nummers drie door naar de zestiende finales. Hier trof het land regerend wereldkampioen Frankrijk. Het werd 3–3 en na strafschoppen wist Zwitserland met 5–4 te winnen. Het was ook de eerste maal dat ze de kwartfinale op een EK-eindronde bereikten. In de kwartfinale werd Spanje de tegenstander en dat land was na strafschoppen te sterk.
Na het EK verliet Petković de Zwitserse nationale ploeg, waarna hij een half seizoen actief was bij Girondins de Bordeaux. In februari 2024 werd hij aangesteld als bondscoach van Algerije.